# Coralie Frasse Sombet
Coralie Frasse Sombet, född 8 april 1991, är en fransk alpin skidåkare som debuterade i världscupen den 27 oktober 2012 i Sölden i Österrike. Hon ingick i det franska lag som kom trea i lagtävlingen i Aspen, USA, vid världscupen i alpin skidåkning 2016/2017.